# Маслинков, Янко
Янко́ Ивано́в Ма́слинков (болг. Янко Иванов Маслинков; 15 мая 1898, Малко-Тырново, Бургасская область — 21 июля 1944, Пустошка (Шиковская волость), Ленинградская область) — советский и болгарский военнослужащий и партийный деятель. Участвовал в битве за Москву в составе 2-го батальона Отдельной мотострелковой бригады особого назначения НКВД СССР.

## Биография
Янко Маслинков родился 15 мая 1898 года в Малко-Тырново в семье Ивана Маслинкова.
С 1917 года активно участвовал в Болгарского коммунистического союза молодёжи. С 1919 года являлся членом Болгарской коммунистической партии (БКП). В 1920 году учился в Бургасской мужской гимназии. После окончания учебного заведения стал секретарём Околийского комитета БКП в своём родном городе Малко-Тырново. Являлся членом окружного комитета партии в Бургасе.
Принимал участие в организации Сентябрьского антифашистского восстания 1923 года. 12 сентября 1923 года Янко Маслинкову, узнав об аресте, пришлось скрываться. 23 сентября он возглавил восстание в сёлах Евренозово, Звездец, Граматиково. Там была установлена рабоче-крестьянская власть. После поражения восстания в первые дни ноября 1923 года Маслинков эмигрировал в СССР через Турцию. Первое время до октября 1924 года он трудился на московском заводе Трёхгорной мануфактуры. С 1924 года являлся членом ВКП(б).
В октябре 1924 года Янко Маслинков вновь отправился на революционную работу в Болгарию. Он вошёл в руководство военной организации в Старо-Загоре, принимал участие в отряде под командованием Янко Иванова. После столкновения с полицией был вынужден эмигрировать за границу в Грецию в конце лета 1925 года.
В декабре 1925 года он вновь прибыл в Советский Союз. Несколько месяцев там работал инструктором в Одесском областном комитете КП(б)У. В сентябре 1926 года поступил в МГУ на факультет журналистики. Позже Янко Маслинков окончил аспирантуру в Международном аграрном институте. В 1933 году работал начальником Политотдела МТС Казахской ССР. В 1934 году являлся делегатом XVII съезда ВКП(б).
Принимал участие в Великой Отечественной войне как офицер и достиг чина полковник. Был ранен в районе Москвы и Курска.
Погиб в сражении у села Пустошка Островского района Ленинградской области (по другим данным — под Кишинёвом) 21 июля 1944 года.